# Figlie del patrocinio di Maria
Le Figlie del Patrocinio di Maria (in spagnolo Hijas del Patrocinio de María) sono un istituto religioso femminile di diritto pontificio: le suore di questa congregazione pospongono al loro nome la sigla H.P.M.

## Storia
La congregazione sorse nel 1919 dalla fusione, promossa da Ramón Guillamet y Coma, vescovo di Cordova, delle congregazioni diocesane delle Ancelle della Pietà con le Carmelitane terziarie.
Le Ancelle della Pietà erano state fondate nel 1607 dal sacerdote Cosme Múñoz Pérez; le Carmelitane terziarie erano state istituite nel 1704 dal sacerdote Luis Pérez Ponce.
L'istituto ricevette il pontificio decreto di lode il 22 aprile 1958 e le sue costituzioni ottennero la prima approvazione dalla Santa Sede il 2 ottobre 1962.

## Attività e diffusione
Le suore si dedicano all'istruzione e all'educazione cristiana della gioventù in scuole, collegi, centri di riabilitazione e opere di assistenza alle lavoratrici.
Oltre che in Spagna, sono presenti in Colombia e Venezuela; la sede generalizia è a Madrid.
Alla fine del 2008 la congregazione contava 82 religiose in 14 case.